# Oskar Dirlewanger
Oskar Dirlewanger (Wurzburgo, 26 de septiembre de 1895-Altshausen, 7 de junio de 1945) fue un oficial alemán de la SS, combatiente de la Segunda Guerra Mundial. Fue comandante del Strafbataillon SS-Sturmbrigade Dirlewanger, unidad conocida por sus métodos brutales en la lucha contra los partisanos de Bielorrusia y en la Matanza de Wola durante el Alzamiento de Varsovia en 1944.

## Biografía
Fue oficial en la Primera Guerra Mundial, donde fue herido y condecorado. Entre 1919 y 1921, formó parte de uno de los Freikorps y luego se unió al NSDAP. En 1934 fue condenado por la violación de una adolescente de 14 años, permaneciendo varios años en prisión. Estando en España durante el periodo 1937-1939, participó activamente en la guerra civil española, regresando a Alemania y siendo aceptado como un obersturmführer (teniente) de las SS.
Debido a sus méritos se le concede el mando de la unidad especial de las SS, una idea propuesta por el propio Dirlewanger y aceptada por Himmler para constituir un cuerpo de lucha a base de exconvictos y criminales altamente peligrosos alemanes no judíos para servicios especiales de lucha urbana y lucha antiguerrillera (véase Tuvia Bielski).
El uso de esta fuerza especial no se dejó esperar y fue puesta al servicio del infame Odilo Globocnik para las represiones en la región de Zamość, Globocnik las utilizó en las matanzas de poblaciones del límite entre Polonia y Bielorrusia provocando un éxodo de población judía hacia los bosques bielorrusos y quienes prontamente se transformaron en partisanos prosoviéticos. La crueldad de esta unidad fue tal que el mismo gobernador nazi de Polonia, Hans Frank protestó ante Hitler por sus brutales acciones.
Como oficial SS participó activamente en la Matanza de Wola junto a las SS de Heinz Reinefarth, ejecutando indiscriminadamente a miles de partisanos y civiles durante el alzamiento de Varsovia en agosto de 1944, distinguiéndose sobre Heinz Reinefarth por la crueldad de sus métodos y la inmisericordia con los cautivos.
Fue capturado en mayo de 1945 por los franceses y enviado a la prisión de Altshausen.

### Muerte
El 1 de junio de 1945, la fuerza francesa de ocupación envió tropas polacas a su servicio como guardia de la prisión militar en Altshausen, donde había sido encarcelado. Dirlewanger fue reconocido para posteriormente ser golpeado y torturado de forma lenta hasta la saciedad durante los días posteriores por Comandos Polacos hasta que murió por los gravísimos golpes y heridas el 7 de junio de 1945. Esta noticia se mantuvo oculta al principio. Los franceses enterraron el casi irreconocible cuerpo de Dirlewanger el 19 de junio de 1945, dejando aún muchas dudas.
De hecho, muchas fuentes, incluido el mismo Duprat, también hablan de su presencia en países del Oriente Medio, o sirviendo en la Legión Extranjera Francesa, o combatiendo con las Fuerzas militares egipcias al servicio de Nasser. Estos elementos fueron finalmente desmentidos, cuando un tribunal francés exhumó el cadáver, para confirmar la identidad, en noviembre de 1960.